# Pfarrkirche Dörnbach

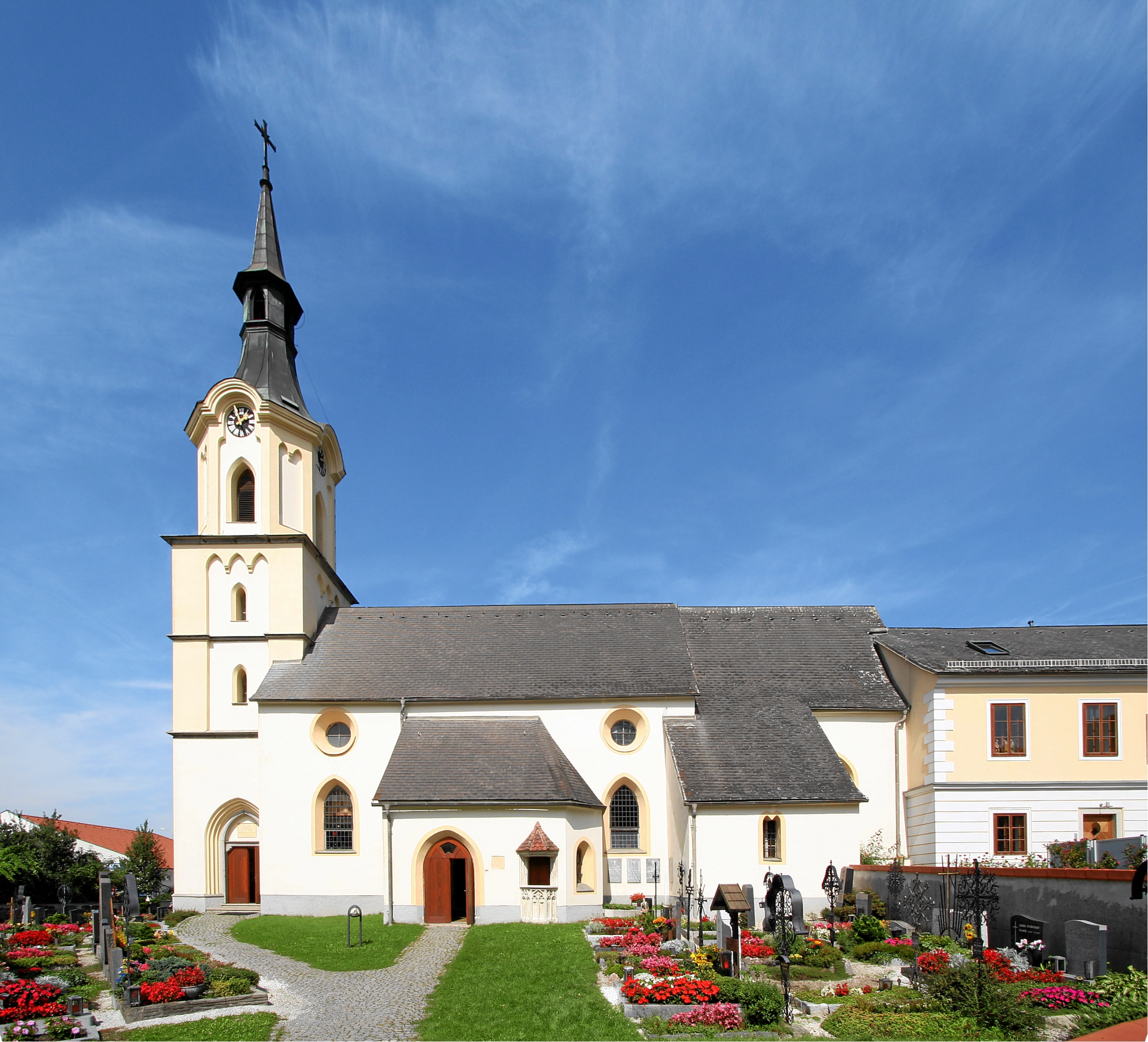
Pfarrkirche hl. Ulrich in Dörnbach

Die Pfarrkirche Dörnbach steht im Ort Dörnbach in der Marktgemeinde Wilhering in Oberösterreich. Die römisch-katholische Pfarrkirche hl. Ulrich gehört zum Dekanat Traun in der Diözese Linz. Die Kirche und der Friedhof stehen unter Denkmalschutz.

## Geschichte
Eine Kirche wurde 1333 urkundlich genannt. Der gotische Kirchenbau wurde stark erneuert und erweitert. Die Kirche wurde um 1660 zur Wallfahrtskirche Unserer Lieben Frau vom guten Rat.

## Architektur

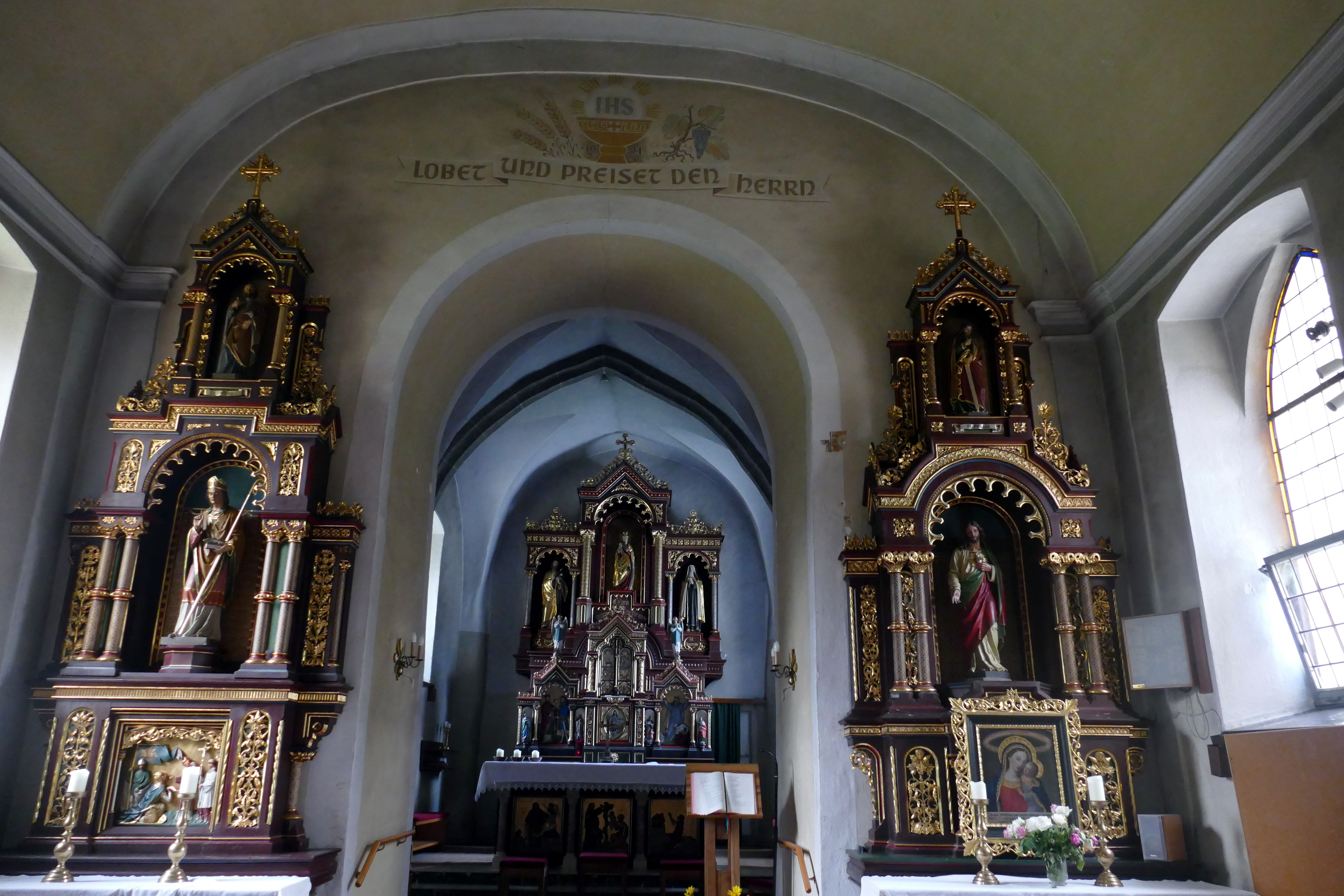
Innenansicht, Blick zum Chor

Das einschiffige Langhaus hat ein Tonnengewölbe. Der etwas eingezogene zweijochige ursprünglich netzrippengewölbte Chor hat einen geraden Schluss. Die Rippen wurden entfernt. An der Nordwand des Chores ist ein gotisches Sakramentenhäuschen. Der Westturm ist neu. Das gotische Südportal mit einer Türe mit spätgotischen Beschlägen hat eine gotische sternrippengewölbte Vorhalle. Östlich dieser Vorhalle ist eine sternrippengewölbte Kapelle mit einem Fünfachtelschluss angebaut. Außen an der Kirche ist eine spätgotische Steinkanzel mit einer Dreiachtelmaßwerkbrüstung mit der Angabe 1501 mit einem rippenverzierten Schalldeckel.

## Ausstattung
Die Einrichtung ist neuromanisch. Der Hochaltar trägt eine spätgotische Muttergottesstatue um 1520.